# Space Harrier
Space Harrier est une série de jeux vidéo de shoot 'em up développée par Sega-AM2, puis Amusement Vision, et éditée par Sega, apparue en arcade en 1985, sur consoles Sega et sur ordinateurs. Alors que la caméra réalise un scrolling vers l'avant, le joueur contrôle un avatar qui tire sur ses ennemis arrivant de face par vagues, et peut courir sur le sol ou voler dans les airs. Le jeu se déroule dans un univers de science-fiction aux couleurs psychédélique, peuplé d'une faune et d'une flore étranges et hostiles, comme des rochers volant, des mammouths à un œil, des têtes de statues de l'Île de Pâques volantes, ou des extraterrestres.
Space Harrier est le premier jeu de la série sorti en décembre 1985. C'est à l'origine un jeu réaliste doté d'un thème militaire en vue à la troisième personne dans lequel le joueur contrôle un avion de combat. Les contraintes techniques et de mémoire de la plate-forme accueillant le jeu poussent Suzuki à le redéfinir pour l'adapter à un cadre fantastique centré sur un personnage humain propulsé par un réacteur. Le jeu est commercialisé dans une borne deluxe de la série des taikan de Sega, équipée d'un siège d'un monté sur vérins hydrauliques, qui suit tous les mouvements de l'avatar à l'écran. Le jeu est un très gros succès en arcade et devient un jeu culte indiscuté.
Space Harrier devient une série à succès composée de plusieurs suites et un spin-off. En 1988, une première suite en trois dimensions stéréoscopique grâce aux les lunettes 3-D SegaScope, est publiée sur Master System sous le titre Space Harrier 3-D. Elle propose plusieurs niveaux inédits. Cette année-là, la suite intitulée Space Harrier II est publiée en arcade puis sur de nombreux systèmes, notamment sur Mega Drive, où elle fait partie des titres de lancement dans toutes les zones. En 2000, un spin-off de la série est édité en arcade sous le titre Planet Harriers. Ce spin-off fonctionne sur le système Sega Hikaru, et sur une borne assise double, qui permet de joueur en multijoueur à deux en coopération dans la même partie. Il n'intègre pas Harrier, mais de nouveaux personnages et un système de misssiles guidés couplé à un verrouillage de cibles. En février 2002, Space Harrier est adapté au Japon sur PC avec le gameplay de The Typing of the Dead, sous le titre Typing Space Harrier. Le jeu reste identique mais au lieu de tirer sur ses ennemis, le joueur doit taper correctement les mots qui lui sont proposés (en japonais), pour en venir à bout.

## Ludothèque

### Série principale

#### Space Harrier
Space Harrier (スペースハリアー) est un jeu vidéo de type shoot 'em up développé par Sega-AM2 et commercialisé par Sega sur borne d'arcade en décembre 1985. Sur une surface plane sur laquelle la caméra réalise un scrolling vers l'avant, le joueur déplace le personnage joueur nommé Harrier qui, à l'aide de son canon qui lui permet de voler, fait face à des vagues d'ennemis et des objets de décor qu'il doit détruire. Le jeu se déroule dans un univers de science-fiction aux couleurs psychédéliques, peuplé d'une faune et d'une flore étranges et hostiles, comme des rochers volants, des mammouths à un œil, des têtes de statues de l'Île de Pâques volantes, ou des extraterrestres,,,,.

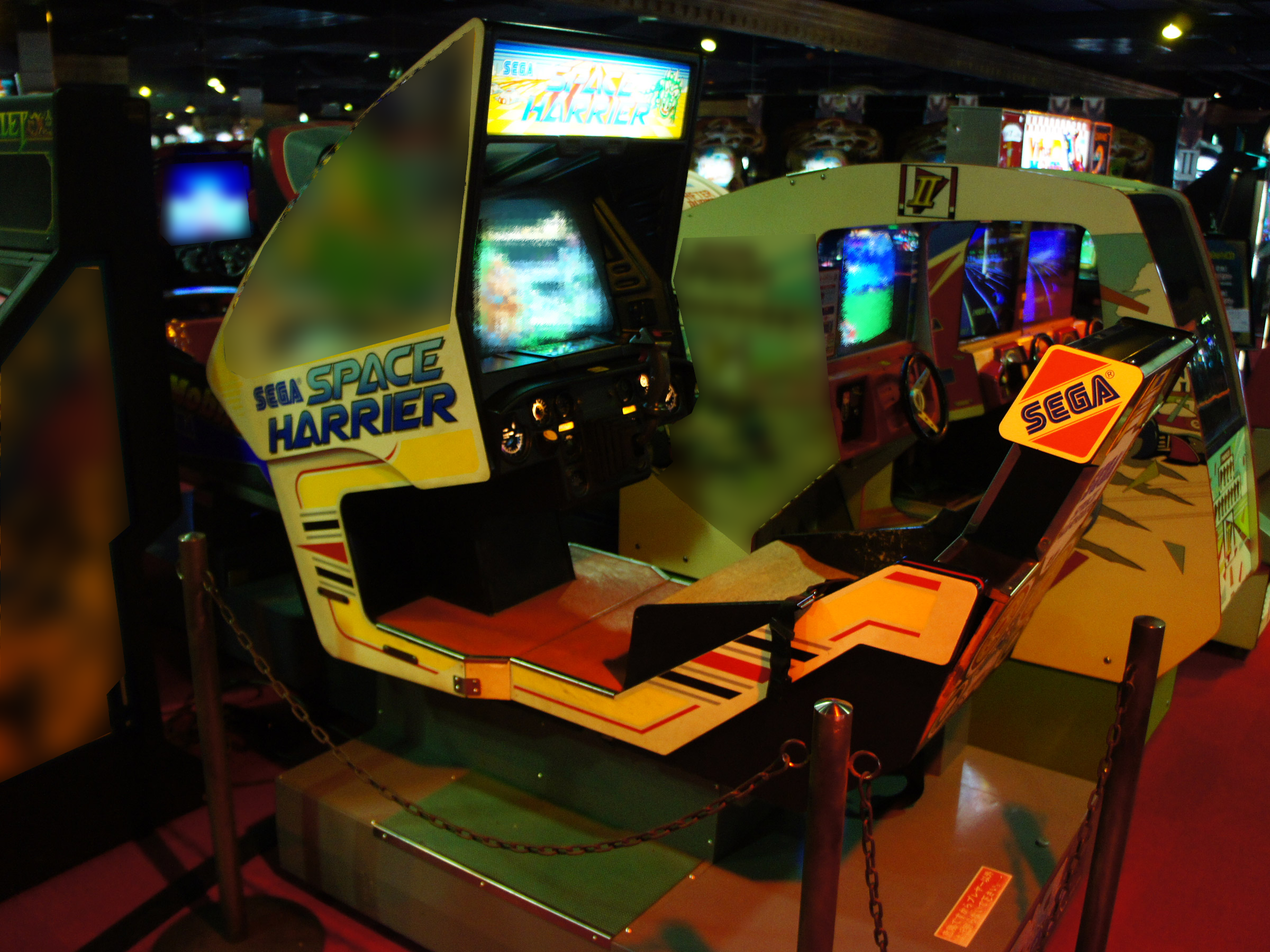
Borne d'arcade Space Harrier.

Le jeu est conçu et produit par Yu Suzuki. Il reprend un projet existant mettant en scène un avion de combat. Cependant, les contraintes techniques et de mémoire de la plate-forme accueillant le jeu poussent Suzuki à le redéfinir pour l'adapter à un cadre fantastique centré sur un personnage humain propulsé par un réacteur. Suzuki s'inspire du travail de Roger Dean, et de l'univers du film L'Histoire sans fin, qu'il apprécie. Le jeu est commercialisé dans une borne deluxe de la série des taikans de Sega, équipée d'un siège d'un monté sur vérins hydrauliques, qui suit tous les mouvements de l'avatar à l'écran,,,,.
Space Harrier connait de très nombreux portages sur ordinateurs personnels, consoles de salon, console portable, et téléphone. Le jeu est également réédité sur de nombreuses plates-formes, dans plusieurs compilations ou sous forme de remakes. C'est aussi le premier opus d'une série de jeux vidéo éponyme,,,,,.

#### Space Harrier 3-D

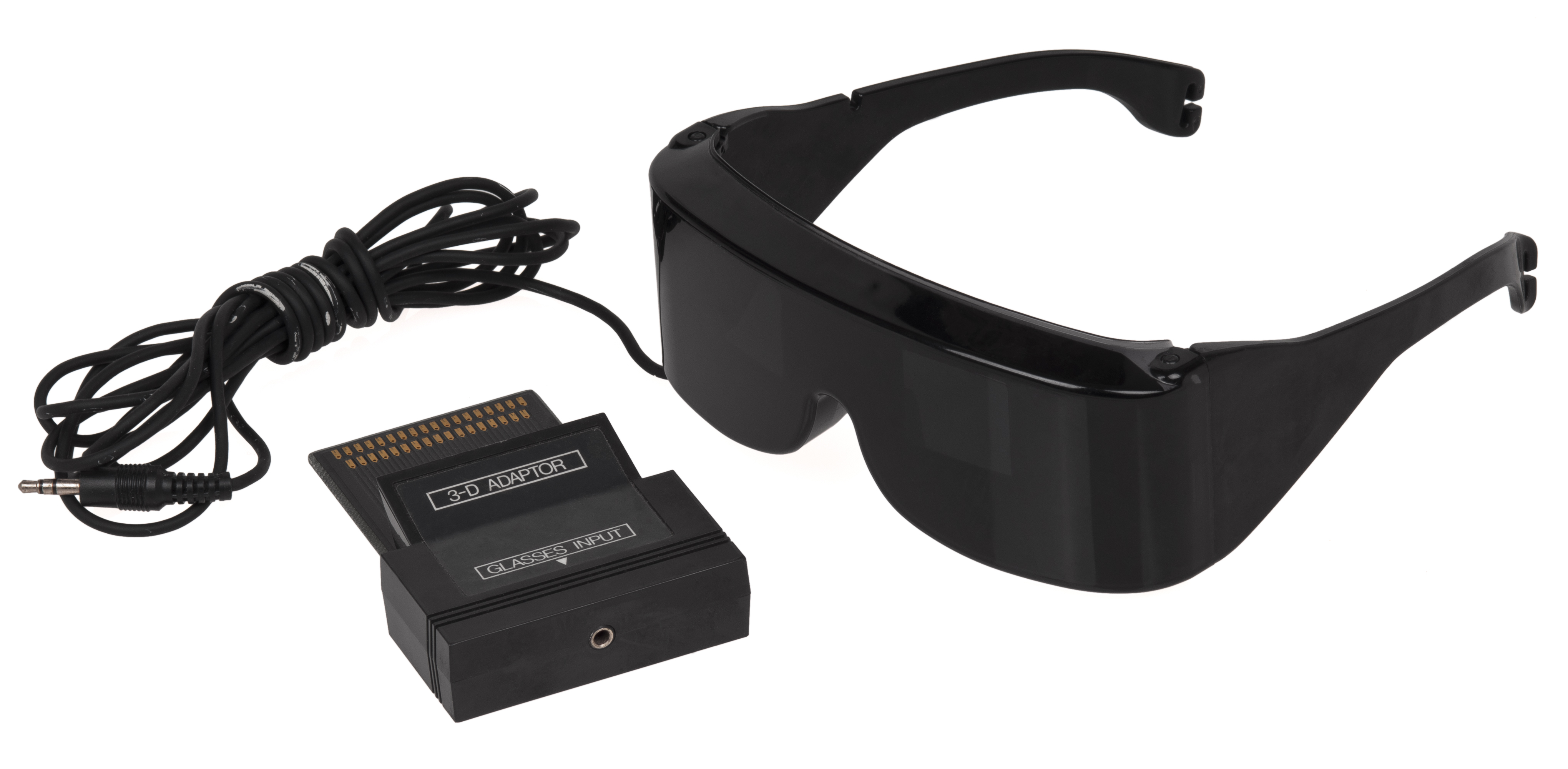
Space Harrier 3-D est étudié pour fonctionner avec les lunettes 3-D SegaScope.

Space Harrier 3-D un jeu vidéo de type shoot 'em up développé et édité par Sega en 1988 sur Master System. Cette suite de Space Harrier a la particularité de proposer des visuels affichés en 3D stéréoscopique, fonctionnant avec lunettes 3-D SegaScope. Le jeu se déroule dans un univers appelé la Fantasy Zone, composé d'une surface plane sur laquelle la caméra réalise un scrolling vers l'avant. Le joueur contrôle un avatar qui tire sur ses ennemis arrivant de face par vagues, et peut courir sur le sol ou voler en utilisant sa ceinture. Le jeu est développé pour promouvoir et exploiter les lunettes 3-D SegaScope,,.

#### Space HarrierII
Space Harrier II est un jeu vidéo de type shoot 'em up développé par Sega-AM2 et commercialisé par Sega en 1988 Mega Drive. Troisième opus de la franchise Space Harrier, il est porté sur de nombreux systèmes de jeu comme sur borne d'arcade en 1988, en 1990 sur les ordinateurs personnels Amiga, Atari ST, Commodore 64, Amstrad CPC et ZX Spectrum. Sur une surface plane sur laquelle la caméra réalise un scrolling vers l'avant, le joueur déplace le personnage joueur nommé Harrier qui, à l'aide de son canon qui lui permet de voler, fait face à des vagues d'ennemis et des objets de décor qu'il doit détruire. Le jeu se déroule dans un univers de science-fiction aux couleurs psychédélique, mais plus sombre que ceux des premiers opus, peuplé d'une faune et d'une flore étranges et hostiles, ou d'extraterrestres,,,,,.
Si le jeu reste considéré comme une suite à part entière, avec un contenu inédit, il ne demeure pas moins qu'une simple conversion camouflée de Space Harrier sorti trois ans plus tôt, proposée sur la Mega Drive dès son lancement pour gonfler la ludothèque à la disposition des joueurs. Le jeu ne connait pas non-plus de borne d'arcade dédiée comme son prédécesseur,.
La version Mega Drive est réédité en téléchargement sur la console virtuelle de la Wii en 2006, puis en 2010 sur PC via Steam (Windows). Le jeu est également porté sur iOS en 2010, puis sur Android en 2017,,,,,.

### Jeux dérivés

#### Planet Harriers
Planet Harriers est un jeu d'arcade du type shoot 'em up développé par Amusement Vision et édité par Sega en décembre 2000. Ce spin-off de la série Space Harrier revisite le système de jeu de la franchise Space Harrier, et s'apparente dorénavant plus à un rail shooter affiché entièrement en trois dimensions dans une vue à la troisième personne. Il fonctionne sur le système Sega Hikaru, et sur une borne assise double. Alors que la caméra réalise un scrolling vers l'avant, le joueur contrôle un avatar qui tire sur ses ennemis arrivant de face par vagues, et peut courir sur le sol ou voler dans les airs. Le jeu apporte de nombreux mécanismes inédits dans la franchise, comme un tir alternatif multiple de missiles guidés couplé à une jauge ou la collecte d'or qui permet d'acheter des objets. Il n'intègre pas Harrier, mais quatre nouveaux personnages, et peut être joué en multijoueur à deux en coopération dans la même partie,,,,,,,.

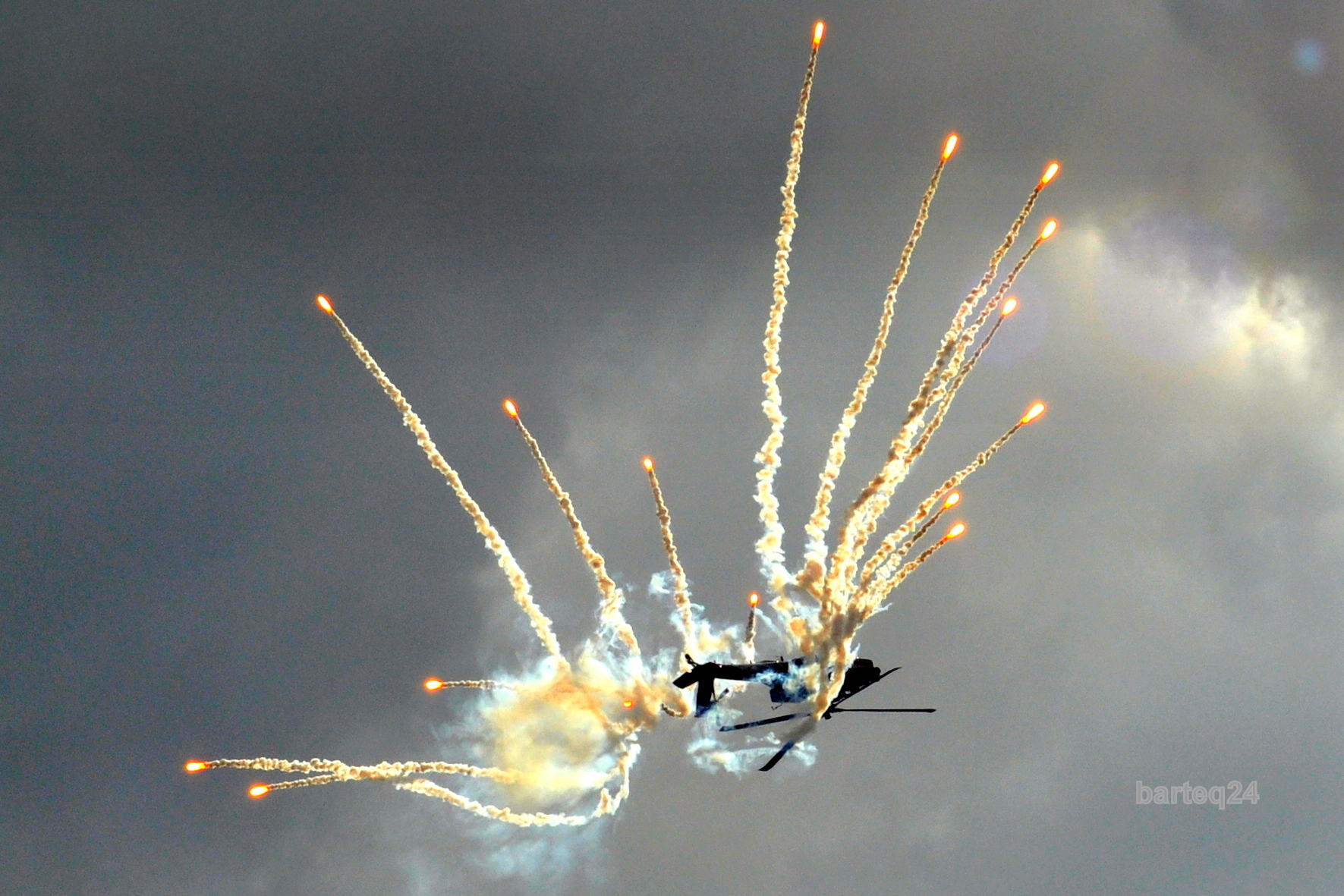
Planet Harriers apporte de nombreux mécanismes inédits dans la franchise Space Harrier, comme un tir alternatif multiple de missiles guidés couplé à un verrouillage de cible et à une jauge de capacité (tir de leurres thermiques depuis un hélicoptère).

Une version Dreamcast est planifiée mais ne sort jamais. En mai 2001, des rumeurs envisagent également une version GameCube, qui ne verra jamais le jour. Malgré ce dernier et de nombreuses rééditions et quelques remakes, Planet Harriers reste le dernier jeu significatif et inédit dans la franchise Space Harrier,,.

#### Typing Space Harrier
Typing Space Harrier est une adaptation sur PC sortie en février 2002 au Japon, du premier opus au gameplay de The Typing of the Dead. Le jeu reste identique mais au lieu de tirer sur ses ennemis, le joueur doit taper correctement les mots qui lui sont proposés (en japonais), pour en venir à bout.

## Trame

### LaFantasy Zone
Les jeux de la franchise Space Harrier se déroulent dans un univers de science-fiction appelé Fantasy Zone aux couleurs psychédélique, peuplé d'une faune et d'une flore étranges et hostiles, comme des rochers volant, des mammouths à un œil, des têtes de statues de l'Île de Pâques volantes, ou des extraterrestres. Space Harrier II se déroule quant à lui dans des visuels toujours colorés mais plus sombres que ceux des premiers opus. Le spin-off Planet Harriers ne se déroule pas dans la Fantasy Zone et son univers surréaliste comme ses prédécesseurs,,,.

### Personnages
Le joueur dirige Harrier (Harri dans certaines versions). C'est un jeune homme aux cheveux blonds équipé d'un canon laser futuriste, qu'il porte de côté sous son bras, et qui lui sert à la fois d'arme et de moyen de voler dans les airs,. Dans le spin-off Planet Harriers, le joueur a le choix entre quatre personnage à sa disposition, qui n'ont rien à voir avec Harrier.

## Système de jeu
Le gameplay est établi dès le premier jeu de la franchise sorti en 1985. C'est un shoot 'em up affiché dans une vue à la troisième personne en pseudo 3D, laissant apparaitre le personnage joueur de dos au premier plan,. Le jeu se déroule sur une surface plane plutôt vide sur laquelle la caméra réalise un scrolling automatique vers l'avant. La caméra reste à la même hauteur, près du sol avec l'horizon au milieu d'écran, et le personnage joueur revient automatique au centre de l'écran si le joueur relâche les contrôles. Cet avatar que contrôle le joueur, peut se déplacer partout sur l'écran ; il court sur le sol et peut voler dans les airs grâce à son canon. Sur le chemin emprunté figurent certains éléments comme des rochers, des arbres, ou des colonnes. Les ennemis arrivent en différentes vagues de l'avant, et de façon plutôt axiale. Le joueur doit éliminer ses ennemis, leurs tirs, les obstacles, ou détruire ces derniers.
Les deux suites Space Harrier 3-D et Space Harrier II reprennent strictement le gameplay du premier opus. La première a la particularité de proposer en plus des visuels affichés en 3D stéréoscopique, fonctionnant avec lunettes 3-D SegaScope,,. Si la seconde reste considérée comme une suite à part entière, avec un contenu inédit, ce jeu ne demeure pas moins qu'une simple conversion camouflée de Space Harrier sorti trois ans plus tôt, proposée sur la Mega Drive dès son lancement pour gonfler la ludothèque à la disposition des joueurs.
Deux spin-off apporte des nouveautés aux gameplay. Planet Harriers est un shoot 'em up revisitant le système de jeu de la franchise, qui s'apparente dorénavant plus à un rail shooter affiché entièrement en trois dimensions dans une vue à la troisième personne,, dans la veine de Panzer Dragoon. Il fonctionne sur une borne assise double, qui permet de joueur en multijoueur à deux en coopération dans la même partie. Il n'intègre pas Harrier, mais de nouveaux personnages et un système de missiles guidés couplé à un verrouillage de cibles,,. En février 2002, Space Harrier est adapté au Japon sur PC avec le gameplay de The Typing of the Dead, sous le titre Typing Space Harrier. Le jeu reste identique mais au lieu de tirer sur ses ennemis, le joueur doit taper correctement les mots qui lui sont proposés (en japonais), pour en venir à bout.

## Accueil
La version originale de Space Harrier reçoit un accueil assez dithyrambique de la part de la presse spécialisée lors de sa sortie et est un succès important dans les salles d'arcade. Les critiques apprécient le gameplay très rapide et l'univers inhabituel, comme sa bande-son. Certains imputent cette réussite à la borne équipée de vérins hydrauliques et d'autres au gameplay, mais toutes s'accordent à dire que le jeu est un véritable succès manquant l'histoire des jeux d'arcade. Space Harrier est reconnu pour ses graphismes et son gameplay novateurs, et compte parmi les meilleures créations de Suzuki et est généralement considéré comme le premier succès dans les genres du jeu de tir à la troisième personne et shoot 'em up. Space Harrier connait de très nombreux portages sur ordinateurs personnels, consoles de salon, console portable, et téléphone, plus ou moins bien accueuillis suivant la qualité et la fidélité des réalisations,,,,,.
Space Harrier 3-D est bien accueilli par la presse spécialisée lors de sa sortie. Les critiques apprécient l'affichage en 3D, malgré les désagréments que cette fonctionnalité peut générer, et souligne que le jeu est une vraie suite avec du contenu inédit et pas simplement le portage d'un jeu en trois dimensions,,,,.
Space Harrier II est globalement bien reçu par la presse spécialisée lors de sa sortie, qui apprécie ses graphismes et la fluidité de ses animations, mais une partie des critiques regrette le manque de nouveautés,,,,. Les conversions du jeu sur ordinateurs obtiennent un accueil mitigé, parfois critiquées pour la qualité de leurs graphismes ou de leur bande-son et comme l'original pour le manque évident de nouveauté, laissant passer le jeu pour un simple remix du premier épisode,,,,,.
Planet Harriers est très bien accueilli par la presse spécialisée lors de sa sortie, grâce à des visuels d'une qualité rarement vus à cette époque (fin 2000) et la qualité de son gameplay. Les joueurs se plaignent cependant de sa difficulté élevée, ce qui écourte sa durée de vie, d'autant plus qu'il ne connaît pas de portage sur console,,.

## Connexions avec la franchiseFantasy Zone

### Contenus similaires, et caméos
Space Harrier partage une connexion non officielle avec une autre franchise de Sega, Fantasy Zone. Les deux séries sont supposées se situer dans le même univers. L'une des raisons est une phrase issue du jeu Space Harrier, « Welcome to the Fantasy Zone » (« Bienvenue dans la Fantasy Zone ». Pourtant, le concepteur de Fantasy Zone Yoji Ishii a réfuté cette information dans une interview de 2014, malgré la présence de plusieurs éléments de chaque univers dans les deux franchises.

### Space Fantasy Zone
Space Fantasy Zone est un jeu annulé datant de 1991, qui mixe la franchise Space Harrier et Fantasy Zone. Ces deux franchises ont toujours partagé certains éléments comme leur univers, la Fantasy Zone. Cet hybride prévu sur PC-Engine CD est développé par NEC Avenue. Le jeu est alors presque terminé, les ROM non-finalisées ayant fuitées depuis l'annulation permettant de joueur à un jeu se révélant jouable. Le vaisseau Opa-Opa, avatar de la franchise Fantasy Zone dans des shoot 'em up à défilement horizontal, se retrouve dans une vue à la troisième personne affichée grâce à une fausse 3D. En plus de reprendre la perspective et le gameplay de Space Harrier, Space Fantasy Zone intègre plusieurs ennemis du bestiaire de celui-ci. Le jeu hérite également de plusieurs éléments de Fantasy Zone, comme certains ennemis, les décors, et du système de magasin, appelé Weaponalds (mot-capsule formé de Weapon et McDonald's),. Plusieurs médias comme Electronic Gaming Monthly, Consolemania ou Video Games relatent à cette époque la sortie du jeu, qui ne vient par la suite jamais,,.
En décembre 1991, Electronic Gaming Monthly teste une pré-version « excitante » et « très difficile » notamment ses boss, et relève des « arrière-plans spectaculaires » et « une action explosive », faisant du titre un « incontournable ». Consolemania décrit le jeu comme le croisement de l'univers « tendre et coloré » de Fanatasy Zone avec celui du shoot 'em up « frénétique » Space Harrier.
Certains éléments peuvent être retrouvés dans le remake de Fantasy Zone dans la gamme Sega Ages, notamment les combats contre les boss en trois dimensions,.